# Eremothera pygmaea
Eremothera pygmaea är en dunörtsväxtart som först beskrevs av David Douglas, och fick sitt nu gällande namn av Warren Lambert Wagner och Hoch. Eremothera pygmaea ingår i släktet Eremothera och familjen dunörtsväxter. Inga underarter finns listade i Catalogue of Life.